# Rostislav Soldatenko
Rostislav Azarovich Soldatenko (tiếng Nga: Ростислав Азарович Солдатенко; sinh ngày 25 tháng 5 năm 1997) là một cầu thủ bóng đá người Nga. Anh thi đấu cho F.K. Dynamo Sankt Peterburg.

## Sự nghiệp câu lạc bộ
Anh có màn ra mắt tại Giải bóng đá chuyên nghiệp quốc gia Nga cho F.K. Neftekhimik Nizhnekamsk vào ngày 8 tháng 10 năm 2015 trong trận đấu với F.K. Dynamo Kirov.
Ngày 30 tháng 10 năm 2016, anh ghi một bàn thắng cho F.K. SKA Rostov-on-Don vào lưới FC Chayka Peschanokopskoye khi sút bóng từ khu vực cấm địa của mình.